# Landstigningen vid Humlebæk
Landstigningen vid Humlebæk var en svensk landstigningsoperation som ägde rum vid den danska byn Humlebæk den 25 juli 1700 under inledningen av stora nordiska kriget. Det var den första offensiven som leddes direkt av Sveriges kung Karl XII, riktad mot Sveriges fiende Danmark som medverkade i trippelalliansen mot Sverige. Danmark inledde kriget genom att anfalla Sveriges allierade Holstein-Gottorp, i samband med Sachsens attack mot Livland. Efter att Danmark ockuperade stora delar av Holstein-Gottorp, valde Karl XII att landsätta svenska trupper på Själland.
Landstigningen understöddes av den svenska örlogsflottan. Danskarna under Jens Rostgaard misslyckades med att stoppa angreppet efter en kort strid, och de svenska trupperna etablerade ett brohuvud på Själland. Med en samlad armé på 10 000 man började Karl XII marschera vidare mot Danmarks huvudstad Köpenhamn. Detta fick Danmark att sluta fred med Sverige, och i freden i Traventhal tvingades Danmark gå ur trippelalliansen. Efter den lyckade operationen kunde den svenska armén transporteras vidare till Estland, som hotades av ryska trupper under tsar Peter I. 

## Bakgrund
Den svenske kungen Karl XI dog i april 1697, och efterträddes på tronen av sin son, Karl XII. Då den nye kungen var ung och oerfaren, såg Sveriges grannländer – Ryssland, Danmark-Norge, Polsk-litauiska samväldet och kurfurstendömet Sachsen – sin chans att utnyttja detta genom att bilda en koalition, och hade som mål att återfå sina förlorade territorier som Sverige hade erövrat från tidigare krig. Danmark under kung Fredrik IV ville återta de territorier som förlorades i Karl X Gustavs danska krig; Ryssland under tsar Peter I ville få tillgång till territorierna vid Östersjön; och Sachsen-Polen-Litauen under kung August II ville återta Livland. Den 22 februari 1700 inleddes därmed stora nordiska kriget i och med att August II och hans sachsiska trupper korsade floden Düna och belägrade staden Riga i Livland. Samtidigt med August II:s angrepp gick Fredrik IV med sina danska trupper för att invadera hertigdömet Holstein-Gottorp, som var allierat med Sverige, och i mars samma år belägrade danskarna hertigdömets största fästning, Tönning.
Men detta nya hot som Karl XII var tvungen att hantera avvärjdes under krigets första år, tack vare överraskande rörelser som gjordes av den svenska krigsledningen. I maj undsattes fästningen Tönning av svenska trupper från de tyska provinserna, och av trupper från hertigdömet Lüneburg, och man tvingade danskarna att avbryta belägringen. I januari 1700 ingick Sverige i ett förbund med sjömakterna England och Nederländerna, som båda styrdes av kung Vilhelm III. Sjömakterna skulle bistå Sverige i ett eventuellt krig vid Östersjön, medan Sverige skulle ge militärt stöd till sjömakterna om den franske kungen Ludvig XIV skulle hota Spanska Nederländerna. Det engelska och holländska intresset för kriget var att bibehålla maktbalansen i de nordliga länderna och försvara Holstein-Gottorps suveränitet, och därför skickade sjömakterna en engelsk-holländsk eskader till att hjälpa Sverige i kriget mot Danmark och medla för fred mellan de båda länderna.
I Skåne samlade Karl XII cirka 16 000 man för att angripa Danmark och vid norska gränsen ungefär 10 000 man. Från Karlskrona seglade den svenska flottan till Öresund med 38 linjefartyg. Den svenske generalamiralen Hans Wachtmeister ställdes inför problem när man skulle segla in i södra Öresund. Den danska örlogsflottan, som bestod av 40 fartyg under amiral Jens Juel, hade seglat ut från Bornholm och försvarade den danska huvudstaden Köpenhamn genom att blockera den västra infarten vid Drogden. Wachtmeisters enda väg igenom var den östra infarten vid Flintrännan mellan Malmö och Saltholm, vilken han ansåg vara för grund för de stora fartygen. Karl XII gav dock order om att han skulle försöka. Den 3 juli kunde flottan segla igenom Flintrännan. Endast 5 skepp gick på grund, men kunde dras loss. När de svenska fartygen förbipasserade Flintrännan möttes den upp vid ön Ven med den engelsk-holländsk eskadern bestående av 25 fartyg, under befäl av amiralerna Philip van Almonde och Sir George Rooke. Därefter kunde de bombardera den danska flottan, som retirerade till Köpenhamn. Staden bombarderades av de samverkande flottorna mellan 21 juli och 27 augusti. Dock tillfogades staden och danska flottan inga större skador, då danskarna blockerade hamninloppet med stora kanonpråmar. Det var vid denna tid som den svensk-allierade krigsledningen diskuterade en tänkbar landstigning, och därigenom hota staden från landsidan.

## Förberedelserna

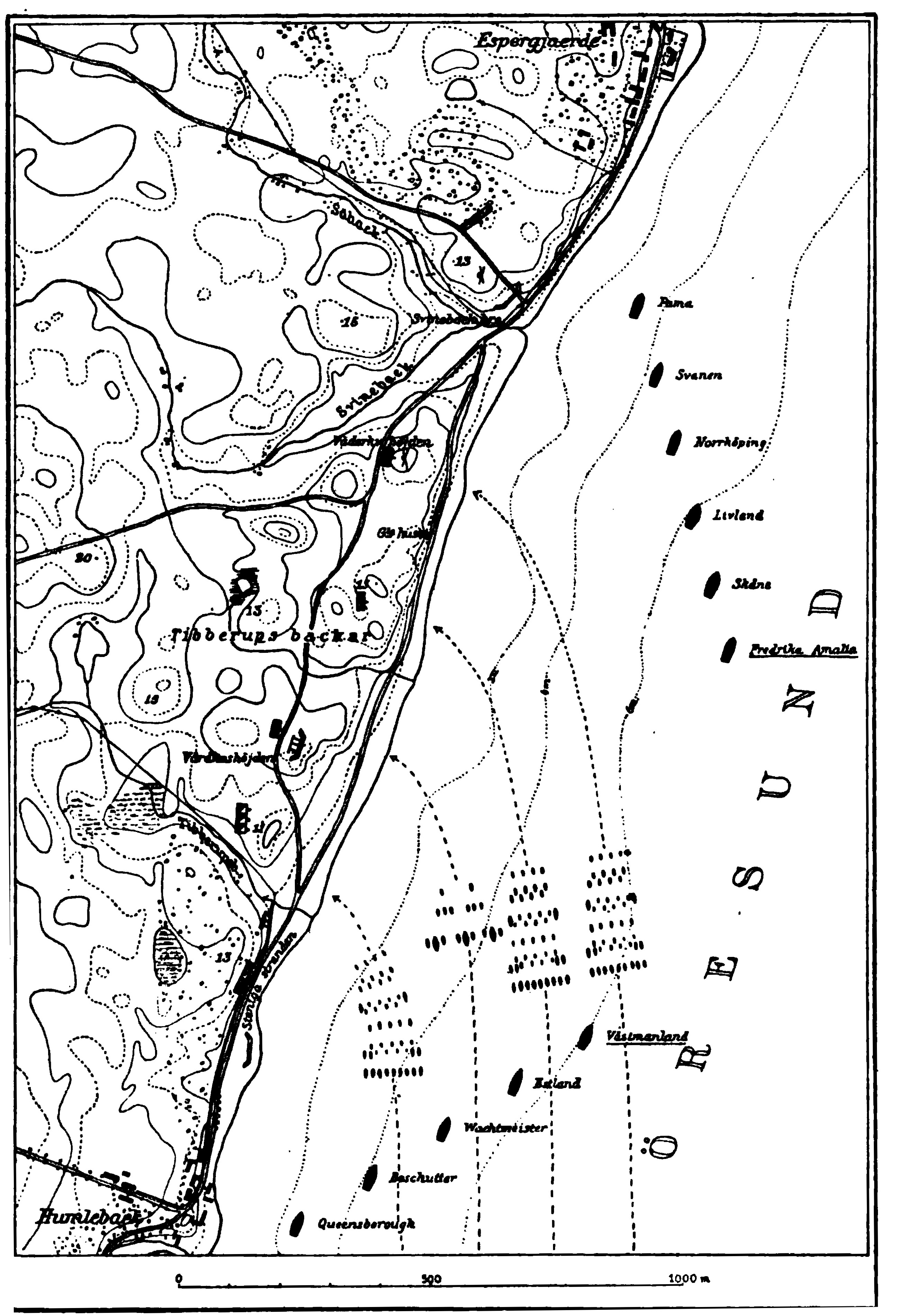
Planritning på de svenska landstigningarna framför Tiberups backar vid Humlebæk.

I stället för att skicka trupper för att hjälpa det ockuperade Holstein, beslutade Karl XII med att landsätta trupper vid byn Humlebæk på Själland, som låg mellan Köpenhamn och Helsingör. Planen kring landstigningen föreslogs av Wachtmeister och general Carl Magnus Stuart. Med några mindre knep lurade den svenska flottan de danska styrkorna på Själland, för att få dem att tro att en stor landstigning skulle ske vid Rungsted istället för vid Humlebæk. Landstigningsplats var framför Tiberups backar, som låg norr om Humlebæk och söder om Espergærde.
Av 4 000 svenska soldater som seglade från Landskrona deltog 2 500 i den första anfallsvågen mot de danska försvararna vid Humlebæk. De svenska styrkorna bestod av fotsoldater; 3 bataljoner från Livgardet, 2 bataljoner vardera från Upplands och Kalmars regementen, och 1 bataljon från Malmöska regementet. De uppdelades i två flyglar: den vänstra flygeln leddes av generallöjtnant Carl Gustaf Rehnskiöld, generalmajor Arvid Horn, prins Adolf av Pfalz-Zweibrücken och överste Otto Wrangel, och den högra leddes av Karl XII, Wachtmeister, Stuart och generalmajor Knut Jöransson Posse. Trupperna överfördes till landstigningsplatsen av omkring 100 små landstigningsbåtar, och understöddes av örlogsstyrkan bestående av 7 svenska linjeskepp, 2 svenska fregatter samt 1 fregatt vardera från Nederländerna och England.
De danska styrkorna på Själland bestod av endast 5 000 soldater, då resterande trupper deltog i Fredrik IV:s fälttåg mot Holstein-Gottorp. Vid stranden nära Humlebæk stod 350 ryttare (3 skvadroner från Själländska kavalleriregementet), ett lantvärn bestående av 350 beväpnade bönder och 7 artilleripjäser, under befäl av Jens Rostgaard, amtsförvaltaren av Kronborg. Överstarna Robe och See fanns närvarande, och kavalleriet leddes av överstelöjtnant Christian Liebmann Leegel. Dessa byggde upp förskansningar och kanonbatterier längs en stengärdsgård som följde stranden.

## Landstigningen

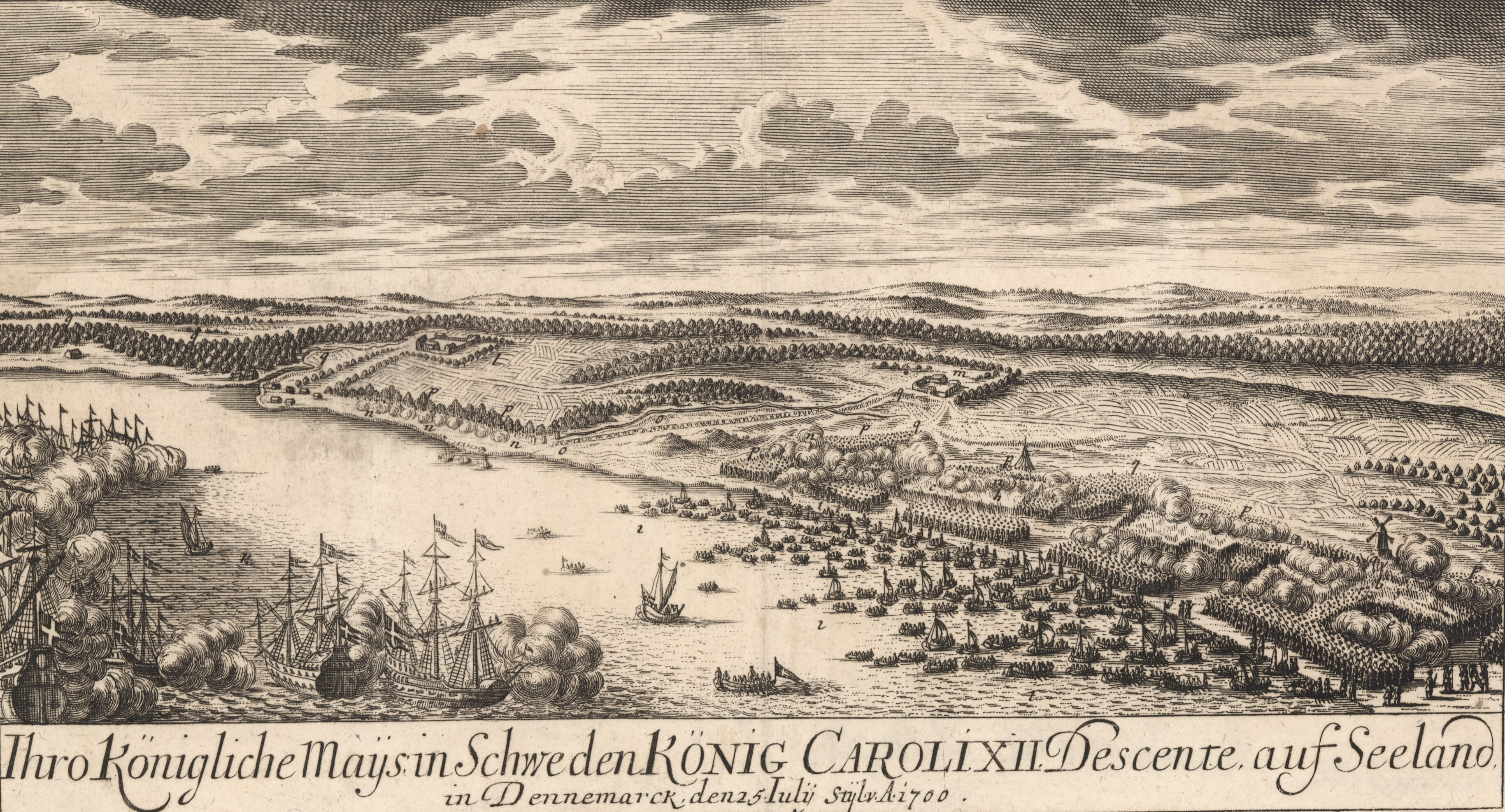
Kopparstick av den svenska landstigningen.

Innan huvudlandstigningen sattes igång skickades en mindre styrka på 50 man under Stuarts ledning i land för att besätta en dansk batteriställning strax norr om Humlebæk. Danskarna upptäckte dem och använde 3 kanoner för att bombardera dem, och Stuart blev sårad. När de danska ryttarna började närma sig tvingades Stuart och svenskarna att vända tillbaka till örlogsfartygen.
Vid sextiden på kvällen den 25 juli 1700 inleddes huvudlandstigningen. Åtta kanonskott från amiralsskeppet användes som signal och med understödseld från Anckarstjernas linjefartyg, som bombarderade de danska förskansningarna, började de små landstigningsbåtarna närma sig stranden. På grund av den varma sommaren hade vattenhöjden minskat, och landstigningsbåtarna stötte i botten 100 till 150 meter från stranden.
Först vid stranden var gardesmajoren Karl von Nummers och löjtnant John Henrik von Siegroth, som hoppade ner i vattnet med sina grenadjärer för att säkra strandens vänstra flank, samtidigt som de blev beskjutna av både danska musketerare och kanoner och fick vatten upp till midjan. Det danska kavalleriet hade chansen att anfalla och stoppa de avancerade svenskarna innan de kom till stranden och skickade ut en skvadron ryttare under Leegels befäl. Svenskarna lyckades dock hålla sitt krut torrt och med några direkta muskötskott stoppades den danska stormningen, och när de kom till grundare vatten gick de in med sina bajonetter. Detta tvingade det danska kavalleriet att dra sig tillbaka, och den vänstra flygeln säkrades när de svenska grenadjärerna jagade bort det danska lantvärnet och erövrade batteriet på Vårdkashöjden.
Striderna på vänsterflygeln uppmuntrade snabbt den svenska högra flygeln under Karl XII:s ledning, som inte tvekade att hoppa ner i vattnet. Med musköterna över sina huvuden nådde den svenska högerflygeln stranden. Danskarna försökte stoppa högerflygeln med flera skottsalvor, men när högerflygeln gjorde ett häftigt anfall, och med de svenska örlogsfartygens bombardemang, tvingades de återstående danska soldaterna till reträtt mot Köpenhamn.

### Förluster
Svenskarnas och danskarnas förluster efter landstigningen är relativt okända, men det sägs att mellan 1 och 3 svenska soldater stupade och omkring 5 till 20 sårades, bl.a. general Stuart som fick en kanonskada i låret.
De danska förlusterna är svårare att utreda utan några reella bekräftade uppgifter, men det hävdas att mellan 10 och 20 danska soldater stupade och en grupp bönder tillfångatogs och avväpnades men blev senare frisläppta.

## Följder
Hela stranden säkrades av de svenska trupperna, och ett brohuvud på Själland hade därmed etablerats. Senare samma dag landsattes ytterligare trupper så att den svenska hären på Själland uppgick till ungefär 5 000 man. Följande dag byggde svenskarna upp fältredutter och fältläger, men utan något kavalleri på stranden var de sårbara för en eventuell dansk motoffensiv. Regeringen i Köpenhamn förblev passiva, och stadens medborgare beordrades att göra sig redo för en belägring.

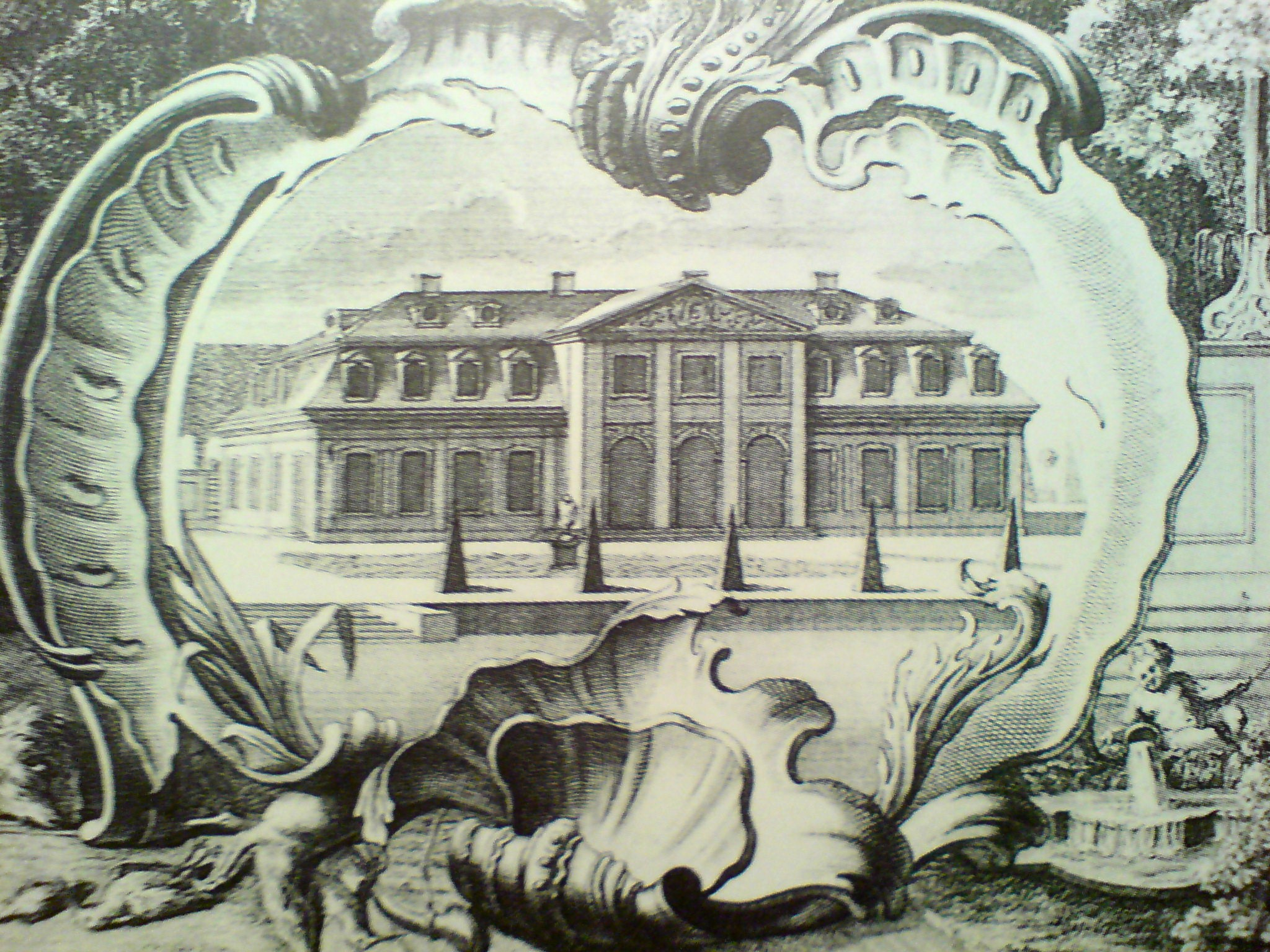
Danmark slöt fred med Sverige och Holstein-Gottorp i slottet Traventhal i Traventhal väster om Lübeck den 8 augusti 1700.

Den flotta som transporterade de svenska soldaterna skickades tillbaka för att hämta förstärkningar. Två veckor senare, efter förseningar på grund av hårda vindar, kom de tillbaka med överste Magnus Stenbock och den svenska styrkan vid Humlebæk växte till omkring 10 000 soldater. Den strategiska planen var att starta en belägring av Köpenhamn, förstöra den danska örlogsflottan som låg ankrad där, och tvinga Danmark till kapitulation. En stormning av staden kom inte på tal, då moralen bland Köpenhamns försvarare var hög, mycket tack vare änkedrottningen Charlotta Amalias ledarskap. Istället skulle staden belägras och bombarderas från både land och hav. För att förhindra detta blev Fredrik IV tvungen att avbryta sitt fälttåg mot Holstein-Gottorp och inleda fredsunderhandlingar.
Men den 12 augusti 1700, under Karl XII:s marsch mot Köpenhamn, blev han underrättad om att Danmark och Holstein hade gjort fred. Han beordrade att marschen skulle fortsätta tills att fredsfördraget bekräftades, vilket det också gjorde den 14 augusti när Fredrik IV, hertigen av Holstein-Gottorp meddelade den svenske kungen att freden verkligen var fastställd. Fredsavtalet skrevs ner den 8 augusti på slottet Traventhal väster om Lübeck, där Danmark slöt fred med Lüneburg, sjömakterna och hertigen av Holstein-Gottorp, och där det beslutades att Danmark i framtiden inte skulle vara delaktig i trippelalliansen mot Sverige, utrymma sina trupper från Holstein-Gottorp och betala krigsskadestånd till hertigen. Den engelsk-holländska eskadern beordrades tillbaka till sina hemländer. Karl XII ville fortsätta marschen mot Köpenhamn och förstöra den danska flottan, men efter påtryckningar från sjömakterna, och med risken att den svenska armén på Själland skulle bli isolerad, tvingades Karl XII avbryta sin marsch mot Köpenhamn och överskeppas tillbaka till Skåne med sina trupper i slutet av augusti. England och Holland skulle senare i kriget inte bistå Sverige, då de 1701 drogs in i Spanska tronföljdskriget.
Med en motståndare borttagen från kriget kunde Karl XII och hans armé transporteras över till Estland och bistå den svenska staden Narva, som belägrades av Peter I:s ryska trupper. När nyheten om Karl XII:s landstigning i Livland kom till August II beordrade han sina sachsiska trupper att avbryta Rigas belägring och drog sig tillbaka till Kurland. Efter en hård marsch lyckades den underlägsna svenska armén åsamka ett krossande nederlag mot Ryssland i slaget vid Narva i november 1700, där ryssarna tvingades dra sig tillbaka till rysk mark. Med det ryska hotet stoppat kunde Karl XII driva bort de sachsiska trupperna efter slaget vid Düna i juli 1701, och påbörja ett fälttåg i Polen.
Danmark skulle inte komma tillbaka till kriget förrän 1709, efter Sveriges nederlag vid Poltava.